# Долинська сільська рада (Подільський район)
Доли́нська сільська́ ра́да — орган місцевого самоврядування Долинської сільської громади в Подільському районі Одеської області. Утворена в 1926 році як адміністративно-територіальна одиниця Ананьївського району, із центром у селі Долинському.

## Склад ради
Рада складається з 26 депутатів та голови.
- Голова ради: Думітрашко Дмитро Борисович
- Секретар ради: Синіка Наталя Валентинівна

### Керівний склад попередніх скликань
| Прізвище, ім'я, по батькові  | Основні відомості                                                                       | Дата обрання | Дата звільнення |
| ---------------------------- | --------------------------------------------------------------------------------------- | ------------ | --------------- |
| Думітрашко Михайло Борисович | Сільський голова, 1965 року народження, член Народної партії                            | 26.03.2006   | 31.10.2010      |
| Думітрашко Дмитро Борисович  | Сільський голова, 1965 року народження, освіта середня спеціальна, член Партії регіонів | 31.10.2010   |                 |

Примітка: таблиця складена за даними сайту Верховної Ради України

### Депутати
За результатами місцевих виборів 2010 року депутатами ради стали:

#### За суб'єктами висування
| Суб'єкт висування | Кількість обраних депутатів | %   |
| ----------------- | --------------------------- | --- |
| Самовисування     | 26                          | 100 |

#### За округами
| № округу | Прізвище, ім'я, по батькові     | Дата визнання обраним | Освіта             | Партійна приналежність                        | Відомості про обраного депутата              |
| -------- | ------------------------------- | --------------------- | ------------------ | --------------------------------------------- | -------------------------------------------- |
| 1        | Жосан Олександр Іванович        | 03.11.2010            | вища               | позапартійний                                 | тимчасово не працює                          |
| 2        | Чернявщук Олексій Віталійович   | 03.11.2010            | середня            | позапартійний                                 | «Чубівське зерно»                            |
| 3        | Ольваніка Людмила Анатоліївна   | 03.11.2010            | вища               | позапартійна                                  | загальноосвітня школа І-ІІ ст. с. Долинське  |
| 4        | Полтавець Галина Іванівна       | 03.11.2010            | середня спеціальна | член Всеукраїнського об'єднання «Батьківщина» | Ананьїв РПО                                  |
| 5        | Бикова Світлана Леонідівна      | 03.11.2010            | вища               | позапартійна                                  | Долинська сільська рада                      |
| 6        | Унтілова Людмила Пилипівна      | 03.11.2010            | середня спеціальна | позапартійна                                  | Долинська сільська рада                      |
| 7        | Лашкова Оксана Василівна        | 03.11.2010            | середня            | позапартійна                                  | приватний підприємець                        |
| 8        | Кіструй Тетяна Андріївна        | 03.11.2010            | середня спеціальна | позапартійна                                  | Долинська сільська рада                      |
| 9        | Мамонтова Ганна Дмитрівна       | 03.11.2010            | вища               | позапартійна                                  | тимчасово не працює                          |
| 10       | Андрійчук Наталя Дмитрівна      | 03.11.2010            | вища               | позапартійна                                  | Долинська сільська рада                      |
| 11       | Руснак Алла Сергіївна           | 03.11.2010            | середня спеціальна | позапартійна                                  | Долинська сільська рада                      |
| 12       | Олійник Юрій Іванович           | 03.11.2010            | середня спеціальна | позапартійний                                 | СВГ «Ритм»                                   |
| 13       | Даниш Василь Павлович           | 03.11.2010            | вища               | позапартійний                                 | , священик                                   |
| 14       | Демченко Оксана Володимирівна   | 03.11.2010            | вища               | позапартійна                                  | школа-гімназія с. Долинське                  |
| 15       | Пуга Андрій Леонідович          | 03.11.2010            | середня            | член Партії регіонів                          | , заготівельник                              |
| 16       | Сініка Наталя Валентинівна      | 03.11.2010            | вища               | позапартійна                                  | Долинська сільська рада                      |
| 17       | Трусь Валентин Степанович       | 03.11.2010            | вища               | член Політичної партії «Фронт Змін»           | пенсіонер                                    |
| 18       | Гоцуленко Микола Іванович       | 03.11.2010            | вища               | позапартійний                                 | тимчасово не працює                          |
| 19       | Бойченко Валентин Олексійович   | 03.11.2010            | середня спеціальна | позапартійний                                 | , водій                                      |
| 20       | Белозьорова Людмила Анатоліївна | 03.11.2010            | вища               | позапартійна                                  | тимчасово не працює                          |
| 21       | Орлова Наталя Яківна            | 03.11.2010            | вища               | позапартійна                                  | дільнична лікарня с. Долинське               |
| 22       | Паскаль Олександр Борисович     | 03.11.2010            | середня            | позапартійний                                 | тимчасово не працює                          |
| 23       | Загарнюк Іван Олексійович       | 03.11.2010            | середня спеціальна | позапартійний                                 | фермерське господарство «Задум», управляючий |
| 24       | Гусарська Наталя Василівна      | 03.11.2010            | вища               | позапартійна                                  | школа-гімназія с. Долинське                  |
| 25       | Журавицька Марія Василівна      | 03.11.2010            | середня спеціальна | член Всеукраїнського об'єднання «Батьківщина» | тимчасово не працює                          |
| 26       | Думітрашко Лариса Михайлівна    | 03.11.2010            | вища               | позапартійна                                  | дошкільний навчальний заклад «Чебурашка»     |